# Stadionul Loftus Versfeld
Loftus Versfeld Stadium este un stadion din Pretoria, Africa de Sud, acesta fiind folosit atât pentru fotbal cât și pentru rugby și concerte. Are o capacitate de 51,762 locuri.
Stadionul poartă numele lui Robert Owen Loftus Versfeld, cel care a organizat sportul în Pretoria. Stadionul a mai fost folosit și în timpul Campionatului Mondial de Rugby 1995 și a Cupei Africii pe Națiuni 1996. Acum este stadionul echipei de fotbal Mamelodi Sundowns FC.